# جيسي كروس
جيسي كروس (بالإنجليزية: Jessie Cross)‏ هي منافسة ألعاب القوى أمريكية، ولدت في 14 أبريل 1909 في نيويورك في الولايات المتحدة، وتوفيت في 29 مارس 1986 في لوس أنجلوس في الولايات المتحدة.

## وصلات خارجية
- جيسي كروس على موقع أوليمبيديا (الإنجليزية)